# اوشنواید هلدینگ
اوشنواید هلدینگ (انگلیسی: Oceanwide Holdings) شرکت خوشه‌ای چینی است، که در سال ۱۹۸۹ توسط لو ژیاکیانگ تأسیس شد.